# Amram Micna
Amram Micna (hebr. עמרם מצנע; ur. 2 lutego 1945 w Dawerat) – izraelski polityk, burmistrz Hajfy w latach 1993-2003, lider Partii Pracy w latach 2002−2003.
Odszedł z Izraelskich Sił Obronnych w 1993 w stopniu generała – majora (alluf, drugi w hierarchii stopień w armii izraelskiej), dowodzącego północną częścią sił zbrojnych. W tym samym roku został wybrany na burmistrza Hajfy.
19 listopada 2002 zwyciężył w wyborach na lidera Partii Pracy, uzyskując 54% głosów. Pozostał jej przewodniczącym do czasu porażki tego ugrupowania w wyborach 2003 roku. Mitzna zrezygnował wkrótce potem, zastąpił go na stanowisku lidera partii Szimon Peres.
We wczesnych dniach listopada 2005 roku Mitzna został mianowany przez Izraelskie Ministerstwo Spraw Wewnętrznych na p.o. burmistrza Jerocham, miasta w południowym regionie pustyni Negew, którego burmistrz został zmuszony do ustąpienia z powodu swojej niekompetencji.